# Chris Honor
Chris Honor (sinh ngày 5 tháng 6 năm 1968) là một cầu thủ bóng đá người Anh, thi đấu ở Football League cho Bristol City, Torquay United, Hereford United, Swansea City và Cardiff City, và ở Scottish Football League cho Airdrieonians và Partick Thistle. Honor từng thi đấu cho Airdrieonians ở Chung kết Cúp bóng đá Scotland 1992, thất bại 2–1 trước Rangers.